# Джарасов, Жанат Абдуллаевич
Жанат Абдуллаевич Джарасов (каз. Жанат Абдуллаұлы Жарасов; 7 ноября 1951; Южно-Казахстанская область, Казахская ССР, СССР) — казахстанский государственный и политический деятель, депутат Мажилиса Парламента Республики Казахстан (с 2012). Генерал-майор (2005).

## Биография
Родился в 1951 году в Южно-Казахстанской области. Окончил Высшую школу КГБ СССР им. Ф.Э.Дзержинского.
С 1973 по 2000 год — работал в органах национальной безопасности, начальник отделения, заместитель начальника отдела, заместитель начальника, начальник управления, заместитель начальника департамента Комитета национальной безопасности Республики Казахстан.
С 2000 по 2006 год — начальник департамента военной контрразведки Комитета национальной безопасности Республики Казахстан
С 2006 по 2009 год — начальник департамента Комитета национальной безопасности Республики Казахстан по Восточно-Казахстанской области
С 2009 по 2011 год — заместитель председателя Комитета национальной безопасности РК
С 20 января 2012 года — депутат Мажилиса Парламента Республики Казахстан пятого созыва по партийному списку партии «Нур Отан», Член Комитета по международным делам, обороне и безопасности Мажилиса Парламента РК.
С 24 марта 2016 года — депутат Мажилиса Парламента Республики Казахстан VI созыва от партии «Нур Отан», Член Комитета по международным делам, обороне и безопасности Мажилиса Парламента РК.
Постановлением Первого заместителя Председателя партии «Нур Отан» от 20 апреля 2016 года назначен председателем Республиканского общественного совета по противодействию коррупции при партии «Нур Отан».
Член Комиссии по вопросам гражданства при Президенте Республики Казахстан.

## Награды
- 2016 — Орден Парасат[2]
- 2016 — Медаль «25 лет независимости Республики Казахстан»[3]
- 2013 — Почётная грамота Совета МПА СНГ (28 ноября 2013 года, Межпарламентская ассамблея СНГ) — за активное участие в деятельности Межпарламентской Ассамблеи и её органов, вклад в укрепление дружбы между народами государств — участников Содружества Независимых Государств[4]
- 2007 — Орден «Данк» ІІ степени
- Почётный сотрудник Комитета национальной безопасности Республики Казахстан
- Медали и др.